# Првенство Хрватске у рагбију
Првенство Хрватске у рагбију (хрв. Prvenstvo Hrvatske u ragbiju) је први ранг рагби 15 такмичења у Хрватској.

## О такмичењу
Овим такмичењем руководи Рагби савез Хрватске. У лигашком делу учествује 5 клубова. Нада из Сплита је најуспешнији клуб. 
Учесници
- Нада Сплит
- Макарска Ривијера
- Сињ
- Младост
- Загреб

## Историја
Списак шампиона Хрватске у рагбију
- 1992. Нада Сплит
- 1993. Нада Сплит
- 1994. Загреб
- 1995. Нада Сплит
- 1996. Нада Сплит
- 1997. Нада Сплит
- 1998. Макарска
- 1999. Нада Сплит
- 2000. Нада Сплит
- 2001. Загреб
- 2002. Макарска ривијера
- 2003. Нада Сплит
- 2004. Нада Сплит
- 2005. Нада Сплит
- 2006. Нада Сплит
- 2007. Нада Сплит
- 2008. Нада Сплит
- 2009. Нада Сплит
- 2010. Нада Сплит
- 2011. Нада Сплит
- 2012. Нада Сплит
- 2013. Нада Сплит
- 2014. Нада Сплит
- 2015. Нада Сплит
- 2016. Нада Сплит
- 2017. Нада Сплит